# スキマスイッチ TOUR 2010 "LAGRANGIAN POINT"THE MOVIE
『スキマスイッチ TOUR 2010 "LAGRANGIAN POINT" THE MOVIE』（スキマスイッチ・ツアー 2010 ラグランジュ・ポイント ザ・ムービー）とは、日本の音楽ユニット、スキマスイッチの2枚目のライブDVDである。2010年11月24日に発売された。

## 解説
- 2010年1月12日から4月25日まで開催された[3]スキマスイッチの全国ツアー「スキマスイッチ TOUR 2010 "LAGRANGIAN POINT"」の中から、4月20日・21日に開催された中野サンプラザ（東京都中野区）での追加公演[4]の21日のライブ映像を収録[2]。同公演のライブ・アルバム『スキマスイッチ TOUR 2010 "LAGRANGIAN POINT"』との同日発売[5][6]。
- 通常盤と初回生産限定盤の二形態で発売[2]。初回生産限定盤は三方背ケース仕様となっており[2]、特典としてライブフォトブックレット[2]、21日公演のバックステージと20日公演で披露された楽曲「マリンスノウ」と「螺旋」をボーナス映像として収録したDVD[2]、ライブ・アルバム『スキマスイッチTOUR 2010 "LAGRANGIAN POINT"』との連動特典応募券[7]がそれぞれ封入されている。

## 収録内容
収録内容は、スキマスイッチのオフィシャルウェブサイトのディスコグラフィより。

### Disc-1（初回生産限定盤・通常盤共通）
1. ラグランジュポイントのテーマ
2. フィクション
3. ガラナ
4. 雫
5. アカツキの詩
6. ムーンライトで行こう
7. レモネード
8. ためいき
9. ボクノート
10. Aアングル
11. Bアングル
12. 8ミリメートル
13. 藍
14. 病院にいく
15. 飲みに来ないか
16. 双星プロローグ
17. デザイナーズマンション
18. ゴールデンタイムラバー
19. 全力少年
20. SL9
21. 虹のレシピ
22. 光る （アンコール）

### Disc-2（初回生産限定盤特典DVD）
1. Back Stage of "LAGRANGIAN POINT"
2. マリンスノウ
3. 螺旋

## バンドメンバー
- 大橋卓弥 – Vocal, Guitar
- 常田真太郎 – Piano, Rhodes, Chorus
- 村石雅行 – Drums
- 種子田健 – Bass
- 石成正人 – Guitar, Mandolin, Chorus
- 大島俊一 – Keyboards
- 松本智也 – Percussion, Chorus
- 本間将人 – Sax, Flute, Keyboards, Chorus
- 田中充 – Trumpet, Flugelhorn, Chorus